# Jože Udovič
Jože Udovič (Cerknica, 17 ottobre 1912 – Lubiana, 5 novembre 1986) è stato un poeta e traduttore sloveno.

## Biografia
Jože Udovič nacque a Cerknica nella Notranjska al tramonto dell’impero austro-ungarico. La sua infanzia fu travagliata dalla guerra, dalla morte della madre e di un fratello. Rimasto vedovo, il padre pensò a formarsi una nuova famiglia e si trasferì per ragioni di lavoro nella vicina località di Lož, dove Jože frequentò la locale scuola elementare. Continuò poi gli studi superiori nel liceo vescovile di Šentvid e già allora pubblicò i suoi primi esperimenti poetici in diverse riviste studentesche. Nell’ambiente liceale lubianese ebbe modo di conoscere personaggi destinati a lasciare una traccia nella storia delle patrie lettere, come Vladimir Truhlar, Cene Vipotnik e Jože Kastelic. Negli Anni Trenta fece il suo ingresso ufficiale in letteratura cominciando a pubblicare novelle e poesie nel periodico “Dom in svet” (Patria e mondo) e nella rivista di Edvard Kocbek “Dejanje” (L’azione). La sua attività letteraria fu cioè contrassegnata fin dall’inizio dalla tradizione e dalla novità, dall’impegno e dall’apertura. Dopo la maturità si iscrisse alla facoltà di lettere all’Università di Lubiana, dove si laureò nel 1940. Allo scoppio della guerra si unì al movimento di opposizione contro l’invasore, ma nel febbraio del ‘42 fu arrestato ed internato nel campo di Gonars. Alla fine di maggio 1943 ritornò fortunosamente a Lubiana. Dopo la capitolazione italiana decise di entrare nella resistenza armata: raggiunse Log, partecipò al raduno di Kočevje e successivamente si unì alla “Loška brigada” affrontando continui spostamenti tra sofferenze, orrori, violenze e morte. Parecchie poesie patriottiche di questo periodo furono pubblicate in giornali partigiani e il compositore Boris Pahor ne musicò alcune. Le più note furono “Počuden cvet je na grapi črni” (C’è un fiore stupendo sul botro nero) e “Pozdrav” (Saluto), meglio conosciuto dal suo primo verso “Noč je zbežala že z gora” (La notte è già fuggita dai monti).
Le tragiche vicende familiari della sua infanzia, le ristrettezze della vita e l’esperienza della guerra lasciarono nel suo animo una traccia profonda che contribuì notevolmente a determinare la sua concezione della realtà. 
Subito dopo la liberazione lavorò in luoghi diversi; ma ben presto si dedicò alla traduzione e dal 1948 si dedicò alla pubblicistica come libero professionista.
Durante la campagna denigratoria contro Kocbek si schierò dalla parte di quest’ultimo e coi suoi epigrammi ne sferzò gli avversari.
Negli anni successivi si dedicò allo studio ed alla traduzione della poesia europea e della drammaturgia contemporanea per consentire ai propri compatrioti un’ampia veduta sulle tendenze artistiche più avanzate. Ma questo lavoro fu al contempo per lui una palestra dove esercitare ed affinare linguaggio e poetica personale. Nelle difficoltà della vita dalla propria parte trovò come amico fedele un intellettuale-artista della tempra di Cene Vipotnik, che sempre lo incoraggiò e lo aiutò nel superamento delle avversità. 
Nel 1981 diventò membro aggregato della SAZU (Slovenska Akademija Znanosti in Umetnosti, Accademia slovena delle scienze e delle arti) e nel 1985, ormai gravemente malato, membro ordinario. Fino ai suoi ultimi giorni si dedicò alle traduzioni dallo spagnolo. Dopo una terribile malattia se ne andò per sempre il 5 novembre 1986. È sepolto nel cimitero lubianese di Žale.

## Opera
Pubblicò la sua prima raccolta di poesie, “Ogledalo sanj” (Lo specchio dei sogni), nel 1961 e con quest’opera l’anno successivo (1962) vinse il Premio Prešeren, che lo consacrò fra i grandi della letteratura slovena contemporanea. Già il titolo della raccolta annuncia una lirica simbolista moderna fatta di quadri onirici, di visioni e di una rappresentazione fantastico-grottesca della realtà. Le sue liriche sono improntate ad una tensione dinamica fra l’aspirazione ad una chiarezza ideale e l’esperienza angosciante dell’impossibilità determinata dalla solitudine e dall’oppressione. Nei suoi versi le visioni della luce, della bellezza e della purezza si scontrano costantemente con la tenebra, con lo sfacelo, con l’estraneità. Ma agli aspetti oscuri della realtà l’autore si oppone col ricordo, con la volontà, col presentimento e con la speranza. 
Nel 1971 gli fu conferito il prestigioso premio “Sovretova nagrada” per la traduzione di “Vergilova smrt” (La morte di Virgilio) di Hermann Broch. L’onorificenza era un riconoscimento che consacrava l’alto livello di un lavoro cui si era dedicato con professionalità e costanza, emulando la propria creatività personale.
I suoi interessi per la lirica ed il teatro intanto si allargavano oltre i confini dell’Europa arricchendosi di nuove traduzioni e di nuove monografie.
Nella sua seconda raccolta lirica, “Darovi” (I regali) (1975), il poeta va alla ricerca dell’essenza misteriosa della natura, degli oggetti e dell’uomo per ritirarsi nelle percezioni intime dell’anima e nell’universalità dello spirito. Qui il linguaggio simbolico si fa più tagliente e vibrante per rappresentare la crisi dell’uomo contemporaneo oppresso dall’inautenticità e dalla mancanza di una metafisica, sconfinando in un modernismo critico alternativo. Il ricavato del premio “Città di Lubiana”, assegnatogli per quest’opera nel 1976, fu completamente devoluto alle vittime del terremoto del Tolminese.
La raccolta “Oko in senca” (L’occhio e l’ombra) (1982) è un’analisi del vuoto spirituale contemporaneo, caratterizzato dalla violazione del sacro e dall’assenza di equilibrio nel mondo. Ne consegue un’accentuazione della solitudine e dell’angoscia di fronte al nulla. Anche quest’ultima raccolta è caratterizzata però da un significativo dualismo: al male, al nichilismo ed alla sofferenza il poeta oppone la fede nell’arte redentrice, la ricerca intransigente della luce e di un ordine metafisico all’interno del mistero dell’esistenza.
Dopo la pubblicazione presso la Cankarjeva Založba nel 1975 della sua seconda raccolta “Darovi” (I regali), Uroš Kreker ne musicò alcune liriche. Nel 1º anniversario della sua morte nella sua casa natale a Cerknica fu scoperta una lapide commemorativa, e sulla base del testamento del poeta fu istituito il fondo “Jože Udovič” dedicato a studenti meritevoli di slavistica e di indirizzo umanistico e per le ricerche letterarie nei dintorni di Cerknica. A lui è intitolata anche la locale biblioteca.
Nel 1988 presso la Cankarjeva Založba uscì “Pesmi” (Poesie), che raccoglie in volume la sua opera omnia lirica, mentre la rivista “Borec” (Il combattente) pubblicò sotto il titolo “Udovičevi napisi o spomenikih” i suoi scritti sull’arte figurativa. Nei 1991 le sue prose furono raccolte nel volume “Spremembe” (Metamorfosi) e l’anno seguente (1992) la vedova del poeta diede il suo consenso alla pubblicazione dei suoi articoli giornalistici col titolo “Zapisi v tišino” (Note nel silenzio).
Le sue liriche sono state tradotte in numerose lingue (inglese, tedesco, cèco, polacco, russo, macedone, ungherese). Il lavoro di traduttore di Udovič comprende un interminabile elenco di grandi della letteratura internazionale (Baudelaire, Verlaine, Mallarmé, Paul Éluard, Valéry, Kafka, Dylan Thomas, Kazantzakis, Paul Celan, Pablo Neruda, Ingeborg Bachmann, Hermann Broch, Gabriela Mistral, J. R. Jimenez, Vicente Aleixandre, ed altri). Dal 2016 la sua produzione lirica è presente nell’importante collana “Zbrano delo slovenskih pesnikov in pisateljev” (Opera omnia dei poeti e degli scrittori sloveni) pubblicata dalla SAZU.

## Raccolte liriche
- “Ogledalo sanj” (Lo specchio dei sogni) (1961)
- “Darovi” (I doni) (1975)
- “Oko in senca” (L’occhio e l’ombra) (1982)
- “Pesmi” (Poesie) (postumo) (1988)

## Altri scritti
- “Udovičevi napisi o spomenikih” (Note di belle arti) (postumo) (1988)
- “Spremembe” (Metamorfosi) (postumo) (1991)
- “Zapisi v tišino” (Note nel silenzio) (postumo) (1992)

## Traduzioni
- J. Cassou, "Pariški pokol" (Il massacro di Parigi) (1951)
- H. Laxness, "Islandski zvon" (La campana d'Islanda) (1954)
- N. Kazantzakis, "Kapitan Mihalis" (Capitan Mihalis) (1956)
- H. Laxness, "Luč sveta" (La luce del mondo) (1959)
- A. Huxley, "Kontrapunkt življenja" (Il contrappunto della vita) (1960)
- E. A. Poe, "Zlati hrošč" (Lo scarabeo d'oro) (1960)
- L. Guilloux, "Črna kri" (Sangue nero) (1961)
- F. Kafka, "Proces" (Il processo) (1962)
- K. Mansfield, "Družba v vrtu" (Festa in giardino) (1963)
- J.-P. Sartre, "Gnus" (La nausea) (1964)
- W. Woolf, "Gospa Dalloway" (La signora Dalloway) (1965)
- H. Broch, "Nedolžneži" (Gli incolpevoli) (1966)
- J. Joyce, "Umetnikov mladostni portret" (Ritratto dell'artista da giovane) (1966)
- F. Kafka, "Grad" (Il castello) (1967)
- H. Broch,"Vergilova smrt" (La morte di Virgilio) (1970)
- E.T.A. Hoffmann, "Življenjski nazori mačka Murra" (Le vitali riflessioni del gatto Murr) (1972)
- E.A. Poe, "Maska rdeče smrti" (La maschera della morte rossa) (1972)
- P. Neruda, "Priznam, da sem živel" (Confesso che ho vissuto) (1977)
- H. Hesse, "Igra steklenih biserov" (Il gioco delle perle di vetro) (1979)
- J.L. Borges, "Izmišljije" (Finzioni) (1984)